# Farbraum

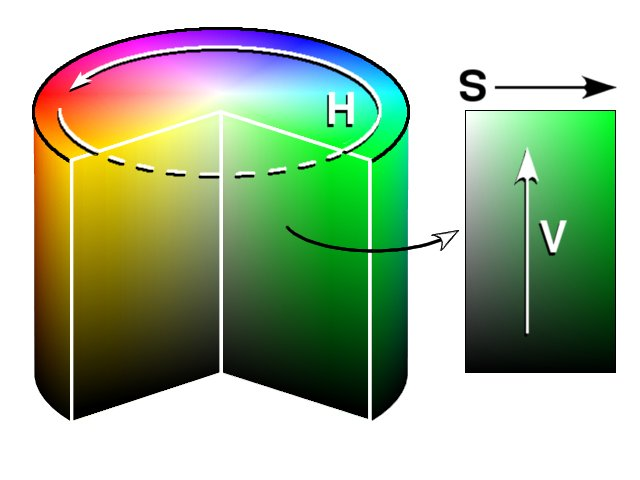
Farbmodell, hier nach HSV

Ein Farbraum umfasst die Menge aller Farben, die durch eine farbverarbeitende Methode tatsächlich verwendet werden können. Das umfasst die Farberfassung, die Weiterverarbeitung und die Farbwiedergabe.
- Farberfassung erfolgt durch Kameras, Scanner oder Farbmessgeräte.
- Die Weiterverarbeitung erfolgt beispielsweise durch Software.
- Farbwiedergabe erfolgt durch Drucker, Monitore, Ausbelichtungen, Kunstdrucke, Lackierungen oder durch manuellen Farbauftrag.

Ein Farbraum gehört oft zu einem Farbmodell. Er hat in den meisten Fällen drei oder vier Dimensionen. Jede farbverarbeitende Methode hat ihren eigenen Farbraum. Eine Darstellung aller Farbörter (Singular: Farbort) eines Farbraums oder Farbmodells bildet den Farbkörper.
Die Haupt-Anwendungsgebiete von Farbräumen sind:
- Vergleich von Farbörtern (Messung von Farbunterschieden)
- Vergleich des Farbumfangs von Geräten
- Farbmanagement bei der Erfassung, Bearbeitung und Wiedergabe von Farbbildern

Es wurden eine Vielzahl von Farbräumen für verschiedene Anwendungen entwickelt. Siehe Liste der Farbräume.

## Definitionen

### Farbe
Farben, in der Farbmetrik genauer als Farbvalenz bezeichnet, beruhen auf Farbreizen, die sich durch ihre spektrale Zusammensetzung unterscheiden. Die Farbreize ergeben sich aus Lichtfarben oder aus Körperfarben.
Durch die Notwendigkeit, diese Unterschiede exakt definieren zu können, wurden verschiedene Farbmodelle entwickelt. Grundlage dafür sind die Graßmannschen Gesetze. Jede Farbe kann durch einen Farbnamen (beschreibende Worte), aber auch durch den numerischen Farbort definiert werden. Je nach Farbmodell kann mit jeweils drei Größen ([Helligkeit, Sättigung und Farbton] oder [Hell-/Dunkel-, Rot-/Grün- und Gelb/Blau-Wert]) die Farbe eindeutig beschrieben sein.

### Farbsystem
Ein Farbsystem ist eine Systematik zur Ordnung von Farben. Farbsysteme sind beispielsweise Farbkreise, Farbkataloge oder Farbmodelle.

### Farbmodell
Farbmodelle sind spezielle Farbsysteme, die oft mathematisch mit drei Koordinaten definiert sind.
Manche Farbmodelle basieren auf der Mischung von Grundfarben: Das Farbmodell stellt dabei immer nur das Grundprinzip einer Farbmischung dar, nie die technische Umsetzung. Je nach Anwendungszweck kann eine unterschiedliche Anzahl von Grundfarben genutzt werden: mindestens drei, aber auch vier oder mehr farbgebende Substanzen werden verwendet. Diese sind dann allerdings nicht mehr unabhängig voneinander.

### Farbraum
Zu einem Farbmodell gehören konkrete Farbräume, die sich auf dieses Modell beziehen. So ist beispielsweise sRGB ein Farbraum, der zum Farbmodell RGB gehört. Innerhalb eines Farbraums sind allen Farben eindeutige Zahlenwerte, die Farbörter, zugeordnet.
Der Farbraum einer farbgebenden Methode umfasst Farben, die durch diese Methode darstellbar sind. Ein Farbraum ist üblicherweise anwendungsspezifisch begrenzt. Beispielsweise wurde sRGB so definiert, dass der Farbraum auf einer großen Vielzahl von Geräten (z. B. Monitor, Kamera, Drucker) anwendbar ist. Dadurch ist sRGB ein relativ kleiner Farbraum, aber für die meisten Zwecke durchaus ausreichend.

### Farbkörper

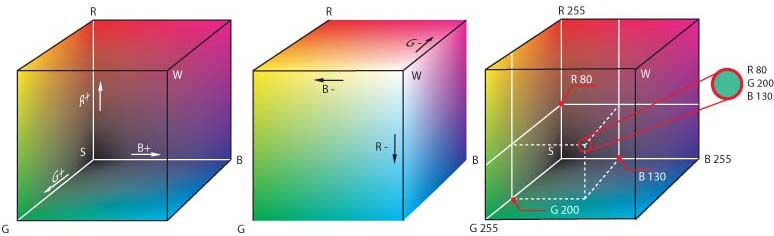
RGB Farbmodell, als Würfel dargestellt

Der Farbkörper ist der geometrische Körper, mit dem sich ein Farbmodell oder Farbraum darstellen lässt. Er ist eine systematische Anordnung aller Farbörter des zugrunde gelegten Farbsystems.
Philipp Otto Runge wählte für die Darstellung die Kugel, durch Erwin Schrödinger wurde der bergförmige Farbkörper nach Siegfried Rösch angeregt, Wilhelm Ostwald wählte den Doppelkegel und Harald Küppers das Rhomboeder. Der OSA-Farbraum ist ein Kuboktaeder. Der HSV-Farbraum wird oft durch einen Zylinder oder einen Kegel visualisiert, und das RGB-Farbmodell wird oft als Würfel dargestellt.

### Farbort

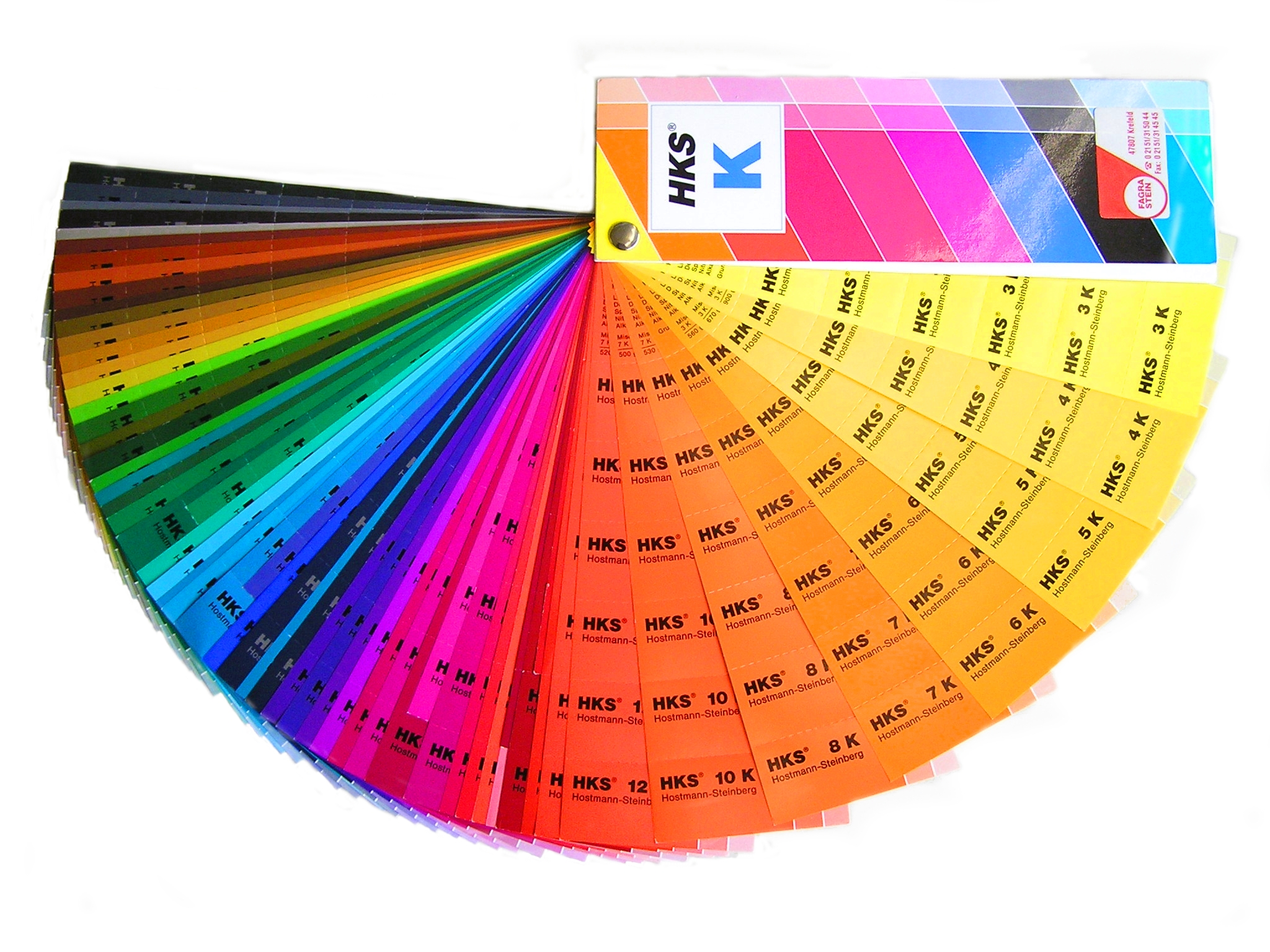
HKS-Farbenkatalog

Der Farbort (Plural: Farbörter, nicht Farborte) liegt als Punkt im oder auf dem Farbkörper und wird im Farbraum mit geeigneten Koordinaten in seiner Lage beschrieben. Dieser Ort repräsentiert die vereinbarte Farbe. Farbörter sind in Farbräumen kontinuierlich beschreibbar, ihre reale Präsentation in Farbatlanten ist dagegen naturgemäß nur diskontinuierlich möglich.

### Farbsammlung, Farbmuster und Farbkatalog
Farbsammlungen, Farbmuster und Farbkataloge gelten nicht als kontinuierlicher Farbraum. Technisch bedingt werden in so einer Sammlung nur ausgewählte Farben präsentiert.
Eine Liste der Farbkataloge findet sich auf der Seite: Liste der Farbräume.

## Farbraum

### Überblick

Die Lage einiger technischer Farbräume in der xy-Chromazitätsebene

- Farben werden durch einen Farbraum quantifiziert. Ein Farbraum hat ein Koordinatensystem mit Basiskoordinaten entsprechend den gewählten Farbvalenzen. Die Zahlenangaben sind Ortsvektoren des Farbmodells, ihre Angabe kann in Form eines Tupels (hier 3-Tupel) erfolgen.
- Die Menge der in einem Farbraum präsentierten Farben ist üblicherweise kleiner oder gleich der Gesamtheit aller Farben, die vom Sehsinn wahrgenommen werden können. So bildet die Menge der Farben, die an einem Bildschirm sichtbar sind, einen Farbraum, den Geräte-Farbraum des Bildschirms mit den Koordinaten R(ot), G(rün) und B(lau). In wenigen Farbräumen sind auch Farben enthalten, die nicht real existieren und durch den Sehsinn nicht differenziert werden können. Beispiel: ProPhoto Farbraum.
- Zwei Farbräume können miteinander verglichen werden, in dem sie gemeinsam in einen Farbraum eingetragen werden, in dessen Koordinatensystem beide beschrieben werden können, wie z. B. in die xy-Chromazitätsebene, die die Möglichkeiten des menschlichen Auges beschreibt.
- Es können mehrere (materielle) Grundfarben einen Messraum dieser Farben aufspannen. Als Grundfarben eines Farbmodells dürfen nur solche Farbvalenzen gewählt werden, die nach den Graßmannschen Gesetzen als unabhängig voneinander definiert sind.
- Farbräume sind ein notwendiges Werkzeug in der Farbmetrik für die Übertragung von Farbörtern zwischen Geräten (Farbmanagement) oder für die Messung von Farbunterschieden.
- Ziel der Gestaltung von Farbräumen ist, innerhalb der Modellgrenzen Übereinstimmung mit der Farbwahrnehmung des Menschen zu erreichen. Dabei müssen Eingabegerät und Ausgabegerät aufeinander abgestimmt werden. Durch verbesserte farbgebende Methoden entstehen wiederum neue Anforderungen an das Farbmanagement.

### Farbraum und Farbempfindung
Ein Farbraum kann dreidimensional beschrieben werden. Diese Feststellung ist im 1. Graßmannschen Gesetz begründet. Die Ursache dafür ist die Reizintensität an den drei Zapfenarten im Auge, die als farbempfindliche Rezeptoren das Sehen „in Farbe“ ermöglichen. Die spektrale Empfindlichkeit der verschiedenen Zapfenarten deckt jeweils ein anderes Teilintervall des sichtbaren Lichtes ab. Oder anders ausgedrückt: Die Vielfalt der spektralen Zusammensetzungen wird für das Individuum auf drei wahrnehmende Zapfenwerte abgebildet.
Ein Farbort ist ein Punkt im Farbraum. Er entspricht einer Farbvalenz (umgangssprachlich „Farbe“): Der Farbort ist also durch drei Vektorlängen im Koordinatensystem des Farbraums definiert. Die Dreidimensionalität war Kunstmalern schon lange bekannt und wurde von Thomas Young 1802 erstmals mit der Dreifarbentheorie beschrieben.

### Farbraum und Farbwiedergabe

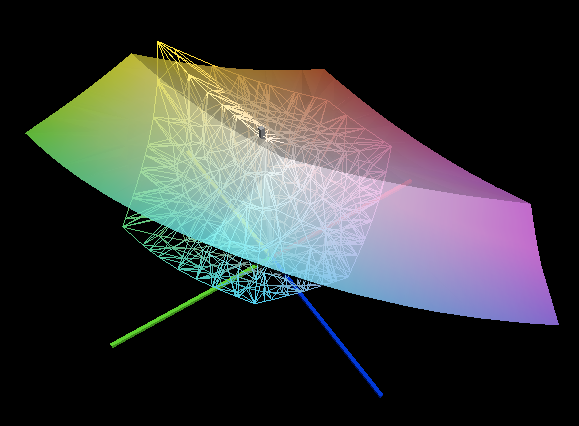
Bildschirm- und Druckmaschinen-Gamut im CIELAB-Farbraum

Farbe kann durch Lichtfarben (z. B. selbstleuchtende Bildpunkte eines Monitors) oder durch Körperfarben (z. B. Druck, Malerei) wiedergegeben werden.
Für Lichtfarben gilt die additive Farbmischung. Dadurch entsteht ein hoher Kontrastumfang. Die „Strahlkraft“ dieser Luminanz vermittelt nicht nur einen hohen Schärfeeindruck, sondern lässt auch Farbdarstellungen zu, die nur durch additive Farbmischung möglich sind. Die Primärfarben für die Farbwiedergabe sind in diesem Fall in der Regel Rot, Grün und Blau (RGB).
Für Körperfarbe gilt im Wesentlichen die subtraktive Farbmischung. Jeder Farbauftrag auf ein weißes Papier reduziert die reflektierte Lichtmenge. Wenn sich zwei (transparente) Druckpunkte überlagern, dann führt der zweite Druckpunkt zu einer weiteren Reduzierung des vom Papier reflektierten Lichtes. Die Primärfarben beim Druck sind üblicherweise Cyan, Magenta, Gelb und Schwarz (CMYK). Es gibt aber auch aufwändigere Druckverfahren mit mehr Farben.
Die Farbräume von Geräten mit additiver und subtraktiver Farbmischung unterscheiden sich grundsätzlich. Beispielsweise ist die Farbe Grün im 3-Farben-Druck eine Mischfarbe und durch die Subtraktion von zwei Primärfarben etwas dunkler als das Grün, das an einem Bildschirm erzeugt werden kann. Beide Verfahren beinhalten andererseits auch viele Farben, die sie gemeinsam darstellen können.
Wenn ein Farbbild mit verschiedenen Geräten wiedergegeben werden soll und diese Geräte unterschiedliche Geräte-Farbräume haben, dann sind Farbraum-Umrechnungen erforderlich. Dadurch entstehen Informationsverluste und Qualitätsverluste. Dies kann nicht verhindert, nur verringert werden. Ein geeignetes Farbmanagement ist dabei am wirkungsvollsten. Die darstellbaren Farben eines Gerätes bilden innerhalb des Farbraums einen Körper, auch als Gamut (Geräte-Farbraum) bezeichnet. Er kann im idealen Falle den ganzen Farbraum erfüllen und sogar darüber hinaus gehen. Beispielsweise gibt es Monitore, die mehr Farben darstellen können, als in sRGB definiert sind.
Jedoch existieren keine Geräte, die den kompletten Farbumfang der menschlichen Wahrnehmung erfassen oder erzeugen können.

#### Farbwiedergabe beim Drucken

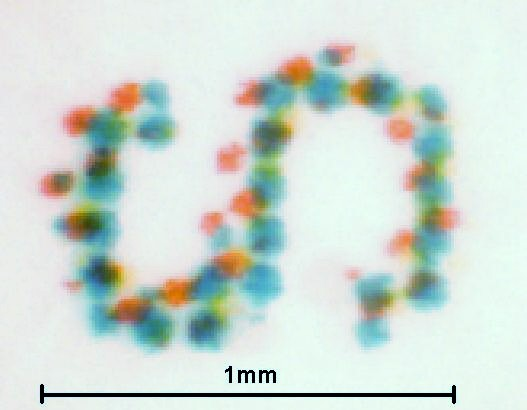
Graues, von einem Tintenstrahldrucker auf Papier erzeugtes Zeichen

Für die Farbwiedergabe beim Druck muss die Verwendung einzelner (separierter) Druckfarben aus den Bildinformationen errechnet werden. Das wird auch Farbseparation genannt. Ein häufiger Praxisfall für Farbseparation ist die Umrechnung von RGB-Daten (etwa vom Bildschirm) in das CMYK-System für den Druck durch eine Transformation der entsprechenden Farbräume. Dabei ist das nichtlineare Mischverhalten der Druckpigmente ebenso wie die Farbe des Papieres (möglicherweise mit einem Farbstich) zu berücksichtigen. Für die Berechnung werden in der Praxis gerätespezifische Farbprofile (ICC) verwendet, die auch für bestimmte Papiersorten optimiert wurden.
Eine weitere Herausforderung für die Erstellung von Farbprofilen für Drucker ist die Verwendung unterschiedlicher Anzahl von Grundfarben: Es gibt Drucker mit mehr als 8 Grundfarben. Und manchmal werden im Druckprozess zusätzlich spezielle Schmuckfarben verwendet.
Schwarz (Farbruß, oder schwarze Tinte) ist ein effektives Farbmittel für den Druckprozess: Es wird meist aus folgenden Gründen eingesetzt:
- Soll mit Pigmenten oder Tinte Schwarz oder dunkelgrau dargestellt werden, ist es wirtschaftlicher, Schwarz als gesonderte Farbe zu benutzen. Die Darstellung von Schwarz aus nur drei Farben ist auf Grund der tatsächlichen Absorption der Farbpigmente sehr aufwändig, teuer, teilweise unmöglich und wird daher (fast) nur bei der Farbfotografie benutzt.Rechts: Ausdruck ohne Schwarzanteil. Links: mit Schwarzanteil. Der Schwarzanteil des linken Bildes verdeckt den Grünstich in schattigen Hautpartien und liefert einen höheren Schärfeeindruck.

Rechts: Ausdruck ohne Schwarzanteil. Links: mit Schwarzanteil. Der Schwarzanteil des linken Bildes verdeckt den Grünstich in schattigen Hautpartien und liefert einen höheren Schärfeeindruck.

- Der subtraktiven Farbmischung fehlt der hohe Kontrastumfang, die der additiven Mischung eigen ist. Die Zugabe von Schwarz verbessert den subjektiven Kontrasteindruck (der Drucker spricht von Tiefe).
- Da Druckverfahren rasterorientierte Verfahren sind, entstehen bei der Darstellung zarter Farben starke subjektive Schärfeverluste: Durch die Rasterweite enthält das Bilddetail weniger Informationen. Das wird vom Auge als Schärfeverlust interpretiert. Durch die Zumischung von Schwarz entsteht ein besserer Farbkontrast und damit ein subjektiver Ausgleich dieses Verlustes. Demgegenüber können zu druckende Grauwerte aus dem gleichen Grund oft besser aus zusammengesetzten Farben statt aus schwarz erzeugt werden.

Bei der Fotoreproduktion ist die Ausbelichtung auf Fotopapier im Vorteil, da sie ohne Raster auskommt und das gleiche Farbmodell (nämlich RGB) wie die Eingabegeräte (Scanner, Fotoapparat) und das Kontrollgerät (Bildschirm) benutzt.

#### Farbwiedergabe am Bildschirm und im Internet
Die Farbwiedergabe durch Programme am Bildschirm und im Internet geschieht in den meisten Fällen im Farbraum sRGB und teilweise durch benannte Farben.
Gebräuchliche Standards für benannte Farben sind: VGA, HTML, CSS3 (abgeleitet von: X11, SVG).

### Farbraum und Farbmanagement
Die Anwendung von Farbräumen ermöglicht die durchgängige Erfassung, Bearbeitung und Wiedergabe von Farbbildern mit einer Vielzahl von Geräten inklusive Computern und Softwareprodukten mit dem Ziel einer größtmöglichen Farbtreue.
Wird ein Bild ohne die Anwendung von Farbmanagement durch verschiedene Geräte erfasst, erhält man unterschiedliche Ergebnisse. Dasselbe gilt auch bei der Ausgabe auf unterschiedlichen Geräten. Die Behandlung der Farben ist gerätespezifisch.
Zur Beseitigung dieser Probleme gründeten eine Reihe von Industrieunternehmen, darunter Adobe, Agfa, Apple, Kodak und Microsoft 1993 das „International Color Consortium“ (ICC).
Das ICC entwickelte einen offenen Standard für den Austausch von Farbdaten. Die Lösung beruht darauf, dass man einen Austausch-Farbraum festlegt, mit dem alle Geräte-Farbräume verglichen werden. Dieser Austausch-Farbraum wird PCS (Profile Connection Space) genannt. Er entspricht dem CIE L*a*b*-Farbraum.
Für jedes Gerät werden die Abweichungen zum Austausch-Farbraum in einem Farbprofil hinterlegt. Ein „ICC-Profil“ beschreibt den gerätespezifischen Farbraum und die Farbfehler eines Gerätes. Es definiert den DCS (Device Connection Space).
Die Geräteprofile sind die Basis dafür, dass für einen gegebenen Farbort von einem Gerät ein möglichst entsprechender Farbort in einem anderen Gerät berechnet werden kann.
Bei der Bilderfassung werden die Profile oft in der entsprechenden Bilddatei hinterlegt, so dass die nachfolgende Bearbeitungsstufe die Abweichungen zum PCS berücksichtigen kann. Bei der Bildwiedergabe sind die gerätespezifischen Profile oft im Gerät oder in zugehöriger Treibersoftware hinterlegt. Das bedeutet: der Anwender braucht sich darum nicht zu kümmern. Die Möglichkeiten der gerätespezifischen Farbräume werden automatisch bestmöglich genützt.
Bei manchen Geräten unterliegt die Farberfassung oder -wiedergabe einem Alterungsprozess. In diesem Fall müssen die in den Verarbeitungsprozess eingebundenen Geräte regelmäßig „profiliert“ werden, um die Farbtreue zu erhalten. Das bedeutet, dass die Geräteeigenschaften messtechnisch regelmäßig erfasst und die Farbprofile danach aktualisiert werden.

### Farbraum und Umgebungslicht
Insbesondere bei Körperfarben ist der Farbort abhängig vom Umgebungslicht. Das bedeutet: Der erzielbare Farbraum bei einer Farbwiedergabe gilt nur bei Normbedingungen bezüglich des Umgebungslichtes (Normlichtart). Auch Farbmessungen sind nur vergleichbar, wenn die Proben mit derselben Lichtart beleuchtet werden. Proben, deren Farbort bei definierter Beleuchtung die gleiche Farbe aufweisen, können bei anderer Beleuchtung unterschiedlich aussehen. Dieser Effekt wird Metamerie genannt.
Problematisch wird es daher auch, wenn das Ergebnis einer Farbwiedergabe nicht unter Normbedingungen betrachtet wird. Die subtraktive Farbmischung „lebt“ von reflektiertem Licht, während die additive Farbmischung selbstleuchtende Farben benutzt. Beide reagieren also verschieden auf die Änderung des Umgebungslichtes. Hier kann auch das beste Farbmanagement nichts ausrichten.
Häufig verwendete Normlichtarten für Tageslicht sind D50 (warmes Tageslicht) und D65 (Tageslicht zur Mittagszeit). Die Wahl der Normlichtart entscheidet über die Lage des Weißpunkts im Farbraum. Sie definiert also, welcher Farbort der hellstmögliche farbneutrale Punkt im Farbraum ist.

### Farbabstände im Farbraum
Farbabstände zwischen Farbörtern können im Farbraum mit Farbabstandsformeln quantitativ bestimmt werden. Für eine faire Beurteilung verschiedener Farbproben ist es wichtig, dass ΔE über den gesamten Farbbereich dem wahrgenommenen Farbabstand entspricht: Gleichabständig wahrgenommene Farbabstände sollen auch mathematisch gleichabständig sein. Dieses Ziel ist heute weitgehend erreicht.
Der Ausgangspunkt war das 1931 eingeführte CIExy-Diagramm des CIE-Normvalenzsystems. MacAdam fand, dass die Abstände im CIExy-Diagramm nicht den wahrgenommenen Abständen entsprechen. Im CIE-Farbraum bestimmte er Toleranzellipsen gleicher Farbwahrnehmung, die je nach Lage im Diagramm verschieden groß sind. Sie sind bekannt als MacAdam-Ellipsen. Weiterführende Arbeiten auf diesem Gebiet wurden von Walter S. Stiles und D. Farnsworth geleistet. Stiles entwickelte ein Linienelement, das gleichabständig wahrgenommene Farbabstände auch mathematisch gleichabständig (mit dem gleichen Abstand) beschreibt. Farnsworth entwickelte eine nichtlineare Transformation, die alle MacAdams-Ellipsen zu Kreisen verformt.
Von der CIE wurde als Lösung zunächst der UCS-Farbraum in mehreren Versionen geschaffen. Später (1976) wurden sowohl der Lab-Farbraum (für Körperfarben bevorzugt) als auch der LUV-Farbraum (für Lichtfarben bevorzugt) als gleichabständige Farbräume präsentiert.
Seit Einführung des Lab-Farbraums 1976 gibt es eine geänderte Farbabstandsformel ΔE 1976. ΔE 1976 wurde aus dem euklidischen Abstandsmaß zwischen den Farbörtern ermittelt.
Weiterentwicklungen sind: CIE94 (ΔE 1994) und CIEDE2000 (ΔE 2000). CIEDE2000 ist streng genommen ein Hybridmodell, da nicht nur die Farbabstandsformeln geändert wurden, sondern auch eine einfache Transformation des LAB-Farbraumes der eigentlichen Farbabstandsberechnung vorausgeht. Der Weg der Farbraumanpassung wurde auch im DIN99-Farbraum vollständig umgesetzt. Anstelle einer Anpassung der Farbabstandsformeln wurde eine komplette Transformation des CIELAB-Farbraumes vorgenommen. Die Farbabstandsformel {\displaystyle \Delta \mathrm {E} _{99}} bleibt unberührt und ist im Aufbau mit dem ursprünglichen ΔE 1976 identisch.
Die Formel ΔE CMC(l:c) wurde 1984 vom  Colour Measurement Committee of the Society of Dyers and Colourists of Great Britain (Farbmessungskomitee der Gesellschaft der Färber und Koloristen Großbritanniens) veröffentlicht. Dabei wurden spezielle Korrekturfaktoren in die Berechnungen des Farbabstandes eingeführt. Diese Faktoren können auch für die Farbabstandsbestimmung bei grafischen Anwendungen angepasst werden.

#### Wirtschaftliche Bedeutung des Farbabstandes
Der Farbabstand ist für Vertragsgestaltungen (Welche Farbe muss „Ferrari-roter“ Autolack haben?) und auch für die Farbrezeptierung von Interesse. Besonders bei Farben mit hohem Wiedererkennungswert, wie bei vielen Marken als Corporate Identity üblich, ist eine durchgängig einwandfreie Farb(re)produktion und -wiedergabe sehr wichtig. Im Bereich des Verkehrswesens sind Farben für Lichtsignale wie Ampeln genau vorgeschrieben. Sie müssen dementsprechend farbgenau vom Hersteller geliefert werden. Bei „weiß-grauen“ (nahezu unbunten) Farben besteht zusätzlich das Problem, dass selbst kleinste Abweichungen zu deutlich wahrnehmbaren Farbstichen (Farben von Hose und Jackett „beißen“ sich) führen können, was in vielen Bereichen, etwa beim Nachkauf von Wandfarben, bei Schnittteilen von Kleidung oder bei Autolacken nicht akzeptabel ist. Wirtschaftlich entstehen schwerwiegende Konsequenzen für den Hersteller oder Lieferanten.

## Geschichte

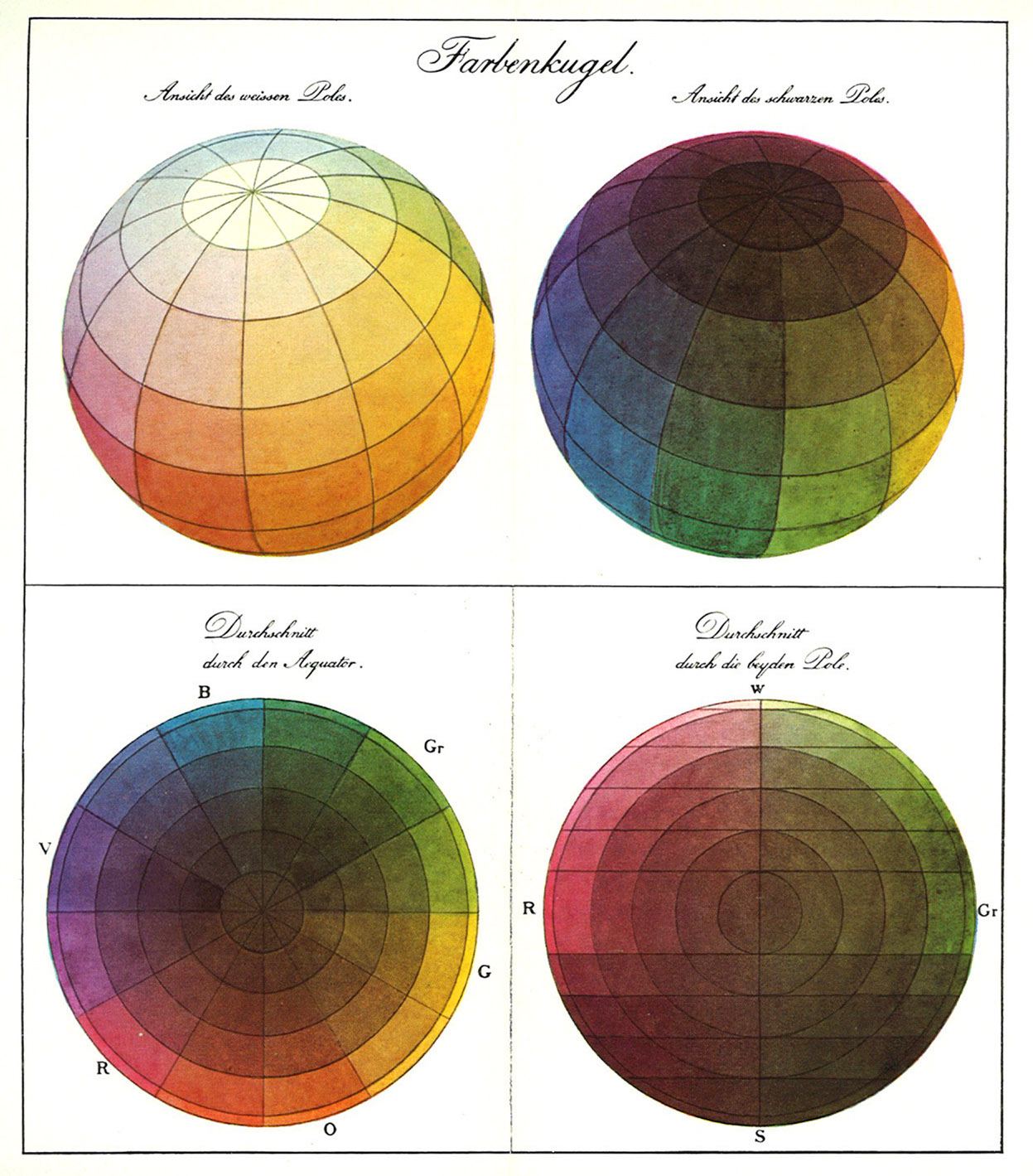
Runges Farbenkugel 1810

Obwohl bereits Leonardo da Vinci Versuche unternommen hatte, Farben künstlerisch zu ordnen, blieben die Versuche wegen der fehlenden theoretischen Grundlagen in Ansätzen stecken.
Noch um 1800, zu Zeiten von Goethes Interesse für die Farblehre, waren die Vorstellungen zu Farben sehr subjektiv orientiert. Das Ziel war noch vorwiegend, Malern die Beziehungen zwischen Farben zu erleichtern. Beispielhaft sei Runges Farbkugel genannt.
Um 1900 erforderte die fortschreitende Industrialisierung numerische Farbangaben, auch ohne momentan vorhandene Farbvorlage soll die Festlegung eines Designs möglich werden. Diesem Ziel, Ordnung in die Vielfalt der Farbnuancen zu bringen, dienten die Arbeiten von Munsell, Ostwald, Rösch, Schrödinger. Wichtige physikalische Grundlagen stammen von Maxwell, Young und Hering.
1928 wurden Messungen zum Farbreiz von William David Wright und Guild ausgeführt. Im Ergebnis dieser Arbeiten war die erste Normung eines Farbraumes durch die Internationale Beleuchtungskommission (CIE) möglich geworden. Ausarbeitungen der CIE sind Empfehlungen, die weltweit durch die speziellen Gremien der Geräteklassen Abstimmung ermöglichen.
1931 wurde das erste Farbmodell von der CIE, das Tristimulus-Modell veröffentlicht. Dieses Modell beruhte auf dem gemittelten 2°-Normalbeobachter (aus einer Gruppe von 17 Versuchspersonen). Dieses 2°-Gesichtsfeld entspricht der Größe der Netzhautregion mit der dichtesten Packung von Zapfen (Farbrezeptoren) im menschlichen Auge, der Sehgrube (Fovea).
Eine 2-dimensionale Darstellung dieses Farbraums ist der CIE xy-Farbraum (auch bezeichnet als Chromatizitätsdiagramm (englisch: Chromaticity Diagram), Normfarbtafel, Schuhsohle, Hufeisen).
In den 1940er Jahren stellte MacAdam fest, dass sich im CIE xy-Farbraum Farbabstände nicht gut messen lassen: Die Darstellung der Wahrnehmung von kleinen, gleichen Farbabständen führt in der xy-Ebene zu Toleranzellipsen mit Größenunterschieden von ca. Faktor 20, je nachdem, welche Ausgangsfarbe betrachtet wird. Die kleinsten Ellipsen ergeben sich im blauen Bereich und die größten Ellipsen im grünen Bereich des Diagramms.
1960 wurde im UCS-System (Uniform Color Scale, Yuv und Yu'v') diese Ungleichförmigkeit der Wahrnehmung von Farbabständen (Mac-Adam-Ellipsen) stark vermindert. Der UCS-Farbraum ergibt sich durch eine Transformation aus dem XYZ-Modell bzw. der xy-Fläche. Die Transformation bewirkt, dass die neuen Farbabstände dem Ideal der perzeptiven Gleichabständigkeit (gleiche Abstände im Farbraum werden als gleiche Änderung in der Farbe wahrgenommen) nahekommen.
Die Größe der Toleranzellipsen im CIE 1960 UCS-Diagramm (u'v'-Diagramm) schwankt ungefähr nur noch um einen Faktor 4. Dies ist laut MacAdam der beste Wert, der durch Transformationen dieser Art erreicht werden kann. Die Farbarten-Fläche eliminiert die dritte Achse des Hellbezugswertes A, der mit dem Tristimuluswert Y gleichgesetzt ist. Der Hellbezugswert wird auch mit L (Luminance) bezeichnet.
1964 wurde ein zusätzliches Tristimulus-Modell für den 10°-Normalbeobachter eingeführt: Zum Vergleich: Bei einem Abstand von 50 cm entspricht ein 2°-Blickwinkel einem Kreis mit 1,7 cm Durchmesser, mit 10° Blickwinkel jedoch 8,8 cm. Das 10°-Modell bietet eine Alternative für manche Anwendungen und ist kein Ersatz für das 2°-Modell.
1976 wurden dann von der CIE sowohl das L*a*b*- als auch das L*u*v*-Modell verabschiedet: Die neuen Farbräume ergeben sich aus einer rechnerischen Transformation der CIE XYZ-Koordinaten von 1931. Die Angleichung der Farbabstände im Farbraum an die Wahrnehmung wird durch nichtlineare Terme erreicht, die die logarithmische Helligkeitswahrnehmung des menschlichen Sehapparates nachbilden. Die nichtlineare Transformation ist umkehrbar. Das L*a*b*-Modell gilt bevorzugt für Körperfarben und kann statt in kartesischen Koordinaten auch in Polarkoordinaten (genauer Zylinderkoordinaten), in Gestalt des L*C*h°-Systems, dargestellt werden. Die zylindrische Darstellungsform ergibt die zusätzlichen Koordinaten C* (chroma) und den Farbtonwinkel h° (hue). Für Lichtfarben ist das L*u*v*-System besser geeignet, da dieses ein zugeordnetes Farbartendiagramm besitzt. L*u*v* kann ebenfalls in Zylinderkoordinaten überführt werden, mit den zusätzlichen Parametern C* (chroma), huv (hue). Ein dritter Parameter, suv (psychometric saturation), kann, im Gegensatz zum L*C*h°-System, ebenfalls abgeleitet werden.
Die Entwicklung und Normierung der fotografischen und elektronischen Geräte brachte eine Anzahl von speziell ausgewählten RGB-Farbräumen (sRGB, Adobe RGB 1998), die an die eingesetzten Leuchtstoffe (Phosphore) für Rot, Grün und Blau und an realisierbare Filter (LCD-Bildschirme) angepasst wurden. Das Ziel ist es, den damit darstellbaren Farbreizen gerecht zu werden. Die RGB Farbräume kann man im CIE-Chromazitätsdiagramm (xy-Farbraum) als Dreiecke einzeichnen und vergleichen.
Mit den steigenden Anforderungen an die Reproduzierbarkeit des Farbeindrucks in der elektronischen Aufnahme- und Wiedergabetechnik sowie neuen Methoden in der Mathematik und Datenverarbeitung erfolgten weitere Entwicklungen der Farbräume und Berechnungsmethoden: Beispiele:
- Die Farbabstandsformeln (ΔE), die das Maß im Farbraum festlegen, wurden 1976, 1994 und 2000 modifiziert.[7]
- Das Farbmanagement lieferte Methoden zur effizienten Umrechnung von Bilddaten in einen anderen Farbraum, beispielsweise vom Farbraum einer Kamera in den darstellbaren Farbraum des Druckers.

## Entwicklungen

### Einige Farbräume und Farbmodelle

#### Die CIE-Systeme
- Tristimulusraum von 1931 (2°-Normalbeobachter, engl.: 2° standard observer), 1964 mit neuen Datensätzen für ein Sichtfeld von 10° ergänzt (10°-Normalbeobachter, engl.: 10° supplementary standard observer)
- CIE-XYZ-Farbraumsystem (Chromatizitäts-Diagramm)
  - Normfarbtafel
  - da die Spektralwertfunktion y(λ) genau der Helligkeitsempfindlichkeit beim Zapfensehen entspricht, kann die (nicht normalisierte) Koordinate Y als Helligkeitswert (Luminanz) verwendet werden, hier sollte als Konstante besser „A“ statt Y gewählt werden
  - Koordinaten: Y, x, y oder in der Normfarbtafel nur x, y
- CIEYUV-Farbraumsystem, auch CIE UCS, 1960 vorgeschlagen, (CIE 1960 UCS, Uniform Chromaticity Scale, de: Einheitliche Farbskala)
  - lineare Transformation von CIEXYZ, um die ortsabhängige Nichtlinearität der wahrgenommenen Farbabstände zu verringern
  - nur 2D-Farbabstände definiert
  - Trotz oft gleicher Schreibweise (YUV statt CIEYUV oder CIEYuv) nicht mit YUV aus der Videotechnik verwandt!
  - Koordinaten: Y, u, v
- YUV-Farbmodell, (CIE 1964 UCS), 1964 vorgeschlagen
  - lineare Transformation des CIEYUV (Yuv)-Farbraums
  - weitere lineare Transformation, um die ortsabhängige Nichtlinearität der wahrgenommenen Farbabstände zu verringern
  - nur 2D-Farbabstände definiert
  - Koordinaten: Y, u', v'
- CIELUV-Farbraumsystem von 1976
  - nichtlineare Transformation des CIEXYZ-Farbraums, bezieht den CIE 1964-UCS-Farbraum (CIEYU'V') für den Weißpunkt ein, Transformation ist umkehrbar
  - Spektrallinie ist äußere Begrenzung des Farbdiagramms, daher ist die absolute Sättigung (relativ zur Spektrallinie) einer Farbe messbar
  - Farbmischungen liegen auf Geraden im Raum, daher sehr gut für farbmetrische Berechnungen und Darstellung additiver Farbmischung geeignet, wie zur Beschreibung selbstleuchtender Quellen (Lichtfarben)
  - Farbdiagramm psychometrisch orientiert und orientiert sich an der Gegenfarbtheorie, ähnlich wie CIELAB
  - Schwerpunkt Gleichabständigkeit der Farbwahrnehmung, vergleichbar mit dem LAB-Farbraum
  - Koordinaten: L*, u*, v*
- CIELAB-Farbraumsystem von 1976
  - nichtlineare Transformation von CIEXYZ, Transformation ist umkehrbar
  - Farbdiagramm psychometrisch orientiert und basiert auf der Gegenfarbtheorie
  - im Gegensatz zu CIELUV ist in CIELAB die Messung der absoluten Sättigung (relativ zur Spektrallinie) nicht möglich, da die Spektrallinie im LAB-Farbraum keine bevorzugte Lage besitzt und im Diagramm statt der Sättigung die Buntheit einer Farbe dargestellt wird
  - keine Farbtafel vorhanden
  - gute Gleichabständigkeit von Farbabständen durch die nichtlineare Transformation gewährleistet
  - besonders zur Beschreibung von nichtleuchtenden Farben (Körperfarben) verwendet
  - Koordinaten: L*, a*, b*

#### Systeme außerhalb der CIE

DIN99-Optimalfarbkörper in Schnittdarstellung. Schnittebenen von Helligkeit L_{99}=5 bis 95 in Zehnerschritten. Achse a_{99} ist in etwa gelb-blau, b_{99} liegt in Richtung rot-grün. Entfernte Ähnlichkeit zu Runges Farbenkugel. Die Verzerrung kommt dadurch zustande, dass die Verknüpfung der Farben mit Helligkeiten einfließt. Die Oberfläche stellt die Gesamtheit aller Farben höchster Sättigung und Leuchtkraft dar. Das Volumen des Farbkörpers bildet alle theoretisch realisierbaren Farben ab. (Weiterentwicklung des CIE L*a*b*-Farbraums)

- DIN99-Farbraum (Farbraum nach DIN 6176), seit 1999
  - Koordinaten: {\displaystyle \mathrm {L_{99}} }, {\displaystyle \mathrm {a_{99}} }, {\displaystyle \mathrm {b_{99}} }
  - Alternative zur Farbabstandsformel CIE94, vergleichbare Gleichabständigkeit
  - Durch spätere Weiterentwicklung (DIN 6176:2001-03) Gleichabständigkeit verbessert. Die derzeit beste Variante (DIN99d) liegt qualitativ zwischen CIE94 und CIEDE2000
  - Sonderstellung gegenüber allen CIELAB-Nachfolgern, statt der Farbabstandsformeln wird der gesamte Farbraum transformiert
  - Anpassung von {\displaystyle \mathrm {L^{*}} }, dunkle Farben stärker gewichtet, helle komprimiert
  - „runde“ Gestalt (Gleichabständigkeits-Idealform) durch radiale Kompression der Bunttonebene, dadurch:
  - Farbabstände nahe der Unbuntachse werden durch die radiale Kompression gesättigter Farben stärker gewichtet (ähnlich CIEDE2000)
  - Berechnung einfacher als CIE94 und CIEDE2000, {\displaystyle \mathrm {\Delta E_{99}} } wird wie {\displaystyle \mathrm {\Delta E} } berechnet, da der Farbraum transformiert wird und die Farbabstandsformeln unberührt bleiben
    - Im Falle der Variante DIN99d findet ein Teil der Transformation schon im XYZ-Farbraum statt

#### Color/Image Appearance Models (CAM/IAM)
Derzeit werden intensiv Untersuchungen und Forschungen im Bereich der „Color Appearance Models“ (CAM), zu Deutsch etwa: Modelle zur Erscheinung von Farbe, und „Image Appearance Models“ (IAM), zu Deutsch: Modelle zur Erscheinung von Bildern, betrieben.
Die Entwicklungen von CAM und IAM entspringen der Fragestellung: „Wie erscheint eine bestimmte Farbe oder ein Bild im allgemeinen Kontext der näheren und ferneren Umgebung eines Bildes?“
Ein sehr alltägliches Problem in diesem Zusammenhang ist der grundlegende Widerspruch zwischen Schärfe und Schärfeempfinden. IAM sind ein Schritt in Richtung einer Lösung dieses Konflikts, da die Verarbeitung von Detailkontrasten, Farbkontrasten usw. in diesen Modellen gesondert berücksichtigt wird.
iCAM06 ist im Gegensatz zu seinen Vorgängern wie CIECAM02 schon ein ausgewachsenes IAM, da beispielsweise die Weißpunktadaptation und Kontrastberechnungen nicht mehr mit einem rein lokalen Modell (Pixel für Pixel), sondern räumlich berechnet werden. Somit können Bildbereiche je nach Struktur und Bildkomposition auch fernere Bereiche beeinflussen und somit den Gesamteindruck eines Bildes ändern.